# Wrath (cómic)
Wrath (español: Ira) es el nombre de dos supervillanos ficticios publicados por DC Comics. El Wrath original debutó en Batman Special #1 (1984), y fue creado por Mike W. Barr y Michael Golden, quienes actuaron como personalidad criminal del superhéroe Batman, después de la creación de Killer Moth (en 1951) y anterior a las creaciones de los villanos Prometheus (en 1998) y Hush (en 2003), todos con el mismo propósito. El segundo Wrath debutó en Batman Confidential #13 (marzo de 2008), y fue creado por Tony Bedard y Rags Morales.

## Historial de publicaciones
La historia debut de Wrath se tituló "El jugador del otro lado", publicada en Batman Special # 1 (1984). El título se basó en el ensayo "Una educación liberal y dónde encontrarla" de Thomas Henry Huxley (aunque fue atribuyó erróneamente a Aldous Huxley por Bruce Wayne). También es una referencia a la novela de Ellery Queen del mismo nombre, ya que el autor de la historia, Mike W. Barr, es un renombrado entusiasta de Queen.
Una versión heredada de Post-Crisis infinita debutó en las páginas de Batman Confidential #13 en un arco argumental escrito por Tony Bedard, con Elliott Caldwell, el 'estudiante' del Wrath original, tomando el manto de su mentor.

## Biografía ficticia

### El Wrath original
El primer Wrath era un enemigo de Batman, descrito por él como su "número opuesto". La apariencia y la motivación de Wrath recuerdan a las de Batman, pero con diferencias notables. Wrath (como Batman) se distingue por el perfeccionismo y la obsesión en lo que hace. Su traje también es muy similar al de Batman (aunque de color carmesí y morado con una W en el pecho y la capucha; la W en su capucha, cuando se ve con la luz adecuada y en el ángulo correcto, parece las orejas del capucha del propio Batman). 
Los padres de Wrath eran un par de ladrones como Joe Chill, el hombre que disparó y mató a los propios padres de Batman. Fueron asesinados en un tiroteo con un joven comisionado Gordon el 26 de junio, coincidentemente el mismo día en que los padres de Batman fueron asesinados a tiros en Crime Alley. Debido a esto, Wrath dedicó su vida a una campaña de venganza contra la ley y los encargados de hacer cumplir la ley. Independientemente uno del otro, Batman y Wrath adoptaron trajes y conjuntos de habilidades sorprendentemente similares, aunque los usaron para propósitos opuestos.
Cuando Wrath finalmente regresa a Gotham City, viene a matar al hombre que había disparado a sus padres. El objetivo de Wrath resulta ser el comisionado Gordon de la policía de Gotham City, lo que lleva a Wrath a entrar en conflicto con Batman. En el curso de su impersonal batalla de ingenio, Wrath descubre la identidad secreta de Batman como Bruce Wayne y procede a atacar a varios de sus amigos; Alfred Pennyworth es hospitalizado y Leslie Thompkins es tomada como rehén por Wrath.
Durante su enfrentamiento en la azotea con Batman, una de las cápsulas explosivas de Wrath detona durante la pelea; El intento de Batman de quitarse a Wrath de encima lleva al villano a aterrizar accidentalmente en su propio fuego y caer por el borde hasta su muerte. Mirando hacia abajo desde la azotea, Batman comenta que ver la muerte de Wrath se sintió como ver la suya propia.
En "Wrath Child" (Batman Confidential #13-16), varios detalles del origen de Wrath se sometieron a un retcon, incluida la historia original que tiene lugar poco después de que Dick Grayson se convirtiera en Robin (la historia original se publicó el mismo año en que Grayson se convirtió en Nightwing), y Grayson se perdió los eventos porque estaba fuera en ese momento en unas "vacaciones educativas" (una de las diversas misiones de entrenamiento a las que Batman lo envió). El padre de Wrath ahora se representa como un policía corrupto que estaba robando un almacén con su esposa y, por lo tanto, actuaba como vigía. Gordon los enfrentó y, en un tiroteo, mató a los padres en defensa propia. Además, Wrath ahora se representa como si hubiera copiado a Batman, mientras que en su apariencia original, esto nunca se sugiere y se da a entender que ambos desarrollaron personajes casi idénticos de forma independiente. Cuando Batman escucha la historia de los orígenes de Wrath del sucesor del original, el joven Wrath II afirma que solo el padre de su predecesor estaba armado y que Gordon disparó a matar primero pero, en realidad, su padre disparó primero y luego su madre tomó el arma de su padre, con los disparos de Gordon solo siendo fatales porque no apuntó debido a sus heridas (no está claro si el joven Wrath II creyó esta historia porque la escuchó de su mentor, o si su mentor le dijo la verdad y luego la tergiversó para hacer la Ira parece una víctima). Abandonado por la policía en un esfuerzo por ocultar la corrupción (Gordon siguió el plan porque entonces el capitán Gillian B. Loeb amenazó con matar al niño (ya que él era el único testigo) si hablaba) Wrath se convirtió en un asesino a sueldo en la esperanza de "vengar a sus padres una y otra vez". Mientras se preparaba para asesinar a Gordon, Wrath estudió a Batman e inicialmente planeó vestirse como él para molestar a Gordon. Sin embargo, llegó a la conclusión de que eran espíritus afines inspirados por un desastre similar en sus vidas y duplicó el disfraz y el equipo de Batman como homenaje, hasta el punto de que comenzó a entrenar a su propio "Robin", que se convirtió en Wrath II.

### Elliot Caldwell
Luciendo un traje totalmente morado, este Wrath, de quien Batman deduce que es un imitador de su primera aparición debido a las diferencias de edad, complexión física y entrenamiento, comienza a asesinar a los policías que visitan Ciudad Gótica para una convención e irrumpe en el apartamento de Gayle Hudson. Después de una pelea con Batman, durante la cual confirma que no es el Wrath original y aparentemente desconoce la verdadera identidad de Batman, le dice al Caballero de la Noche que investigue las acciones del Comisionado Gordon el 26 de junio hace 25 años, el mismo noche en que murieron los padres de Bruce Wayne. Tras otro encuentro con Batman, Wrath II cuenta una versión distorsionada de los eventos que sucedieron (aunque no está claro si está recitando la versión que aprendió de Wrath o si la ha tergiversado en su propia mente), diciendo que Gordon mató a los padres de Wrath a sangre fría, aunque Batman vio a través de esto y se dio cuenta de que Gordon les disparó en defensa propia. Su evaluación posterior del Wrath original ayuda a Batman a determinar la identidad del segundo; Mientras Wrath buscaba duplicar todos los métodos de Batman, Batman concluye que Wrath II debe ser el equivalente de Robin de Wrath.
Batman y Nightwing, al enfrentarse a Wrath II por última vez, revelan que se enteraron de que el verdadero nombre de Wrath II era Elliot Caldwell, un niño huérfano a quien Wrath entrenó para ser su respuesta a Robin, basado en un perfil psicológico dirigido por Alfred al buscar niños en el rango de edad de Dick que desaparecieron en la época en que Wrath estaba activo. Elliot fue uno de los cinco huérfanos que el Wrath original secuestró y entrenó, pero fue el único que sobrevivió al entrenamiento. A pesar de la negativa de Caldwell a creer en sus afirmaciones y sus esfuerzos posteriores por seguir luchando, Batman y Nightwing lo detuvieron, cuyo trabajo en equipo y cuidado mutuo obligaron a Caldwell a reconocer que nunca había tenido la misma relación con su mentor. Posteriormente fue enviado a la Penitenciaría de Blackgate, aunque reflexionó que estaría preparado para volver a enfrentarse a ellos en el futuro, ahora que su 'debilidad emocional' había sido purgada.

### The New 52
En septiembre de 2011, apareció otra versión de Wrath durante The New 52 que reinició la continuidad de DC. En la nueva línea de tiempo, ED Caldwell es el director ejecutivo de Caldwell Tech, que aparece como un magnate legítimo que intenta comprar Empresas Wayne. Cuando una serie de asesinatos de policías golpea a Gotham, Batman deduce que Caldwell es un asesino sociópata que usa a la compañía para crear un ejército de soldados llamado Scorn (es decir, un matón llamado Clyde Anderson) y adopta el nombre en clave de "Wrath". Caldwell logra capturar a Alfred Pennyworth y planea asesinarlo. Después de no poder matar a Batman, Wrath mata a Anderson mientras prepara su traje para enfrentarse a Batman en combate.
Wrath luego persiguió a Batman mientras lo perseguía en su avión por las calles de Gotham, lo que obligó a Batman a abandonar su Batplane para ganar más tiempo y hacer que se autodestruyera y él escapara en su Bat-Glider. Alfred, después de haber pirateado los archivos de Caldwell, le reveló a Bruce que el padre de Elliot había sido asesinado por policías corruptos de Gotham. Elliot luego usó su tanque para bombardear la estación de Gotham City; luego salió de su tanque, esperando encontrar una masa de policías muertos. En cambio, solo encontró a Batman, ya que Bruce había convencido a James Gordon de que evacuara el edificio donde Batman, con un traje modificado similar en estilo al de Wrath, procedió a vencer a Elliot; sin embargo, no dio el golpe final. En cambio, permitió que el Departamento de Policía de Gotham abriera fuego contra él y le reveló que fue James Gordon quien derribó a los policías que mataron a su padre y procedió a noquearlo. Con la ayuda del Departamento de Policía de Gotham City, Batman finalmente derrota a Wrath. Mientras está en la penitenciaría de Blackgate, Gordon saluda a Wrath, después de lo cual Wrath se encuentra con el emperador Blackgate, donde ambos comienzan una sociedad.

## En otros medios
Una variación de Wrath y Scorn aparece en el episodio de la serie de televisión animada de The Batman, "The End of the Batman", con la voz de Christopher Gorham y Daryl Sabara respectivamente. William Mallory y su hermano menor, Andrew "Andy" Mallory, son hijos de ladrones de joyas que finalmente fueron capturados y condenados la misma noche en que dispararon a Thomas y Martha Wayne. Siendo niños pequeños en ese momento, el evento motivó a los Mallories a convertirse en Wrath y Scorn para ayudar a los criminales en sus crímenes y defenderlos de Batman con el argumento de que los criminales tienen derecho a ganarse la vida tanto como los inocentes. Mientras ayudaba a los criminales de Gotham City, Wrath y Scorn entraron en conflicto con Batman y Robin, aunque en sus identidades civiles, los Mallorie se hicieron amigos del Dúo Dinámico: Bruce Wayne y Dick Grayson. En última instancia, es esta "amistad" la que lleva a los cuatro a deducir las identidades de los demás. Mientras que Wrath y Scorn finalmente son capturados, planearon revelar las identidades secretas del Dúo Dinámico. Batman estaba dispuesto a aceptar el desenlace, pero el Joker no lo estaba ya que no quería perder su mayor fuente de diversión, y se hizo pasar por un oficial de policía para infectar a Wrath y Scorn con su veneno Joker, dejándolos reír sin control.